# Tongoy (comuna)
Tongoy fue una comuna de Chile que integró el antiguo departamento de Ovalle, en la provincia de Coquimbo. Existió entre 1891 y 1931.

## Historia
La comuna fue creada por decreto del 22 de diciembre de 1891, con el territorio de las subdelegaciones 14.° Tamaya, 15.° La Torre y 16.° Tongoy. Su cabecera fue el pueblo de Tongoy.
En 1907, de acuerdo al censo de ese año, la comuna tenía una población de 7954 habitantes.
La comuna fue suprimida mediante el Decreto con Fuerza de Ley 321 del 20 de mayo de 1931. El territorio que la comprendía se anexó a la comuna de Ovalle.